# Marettimo

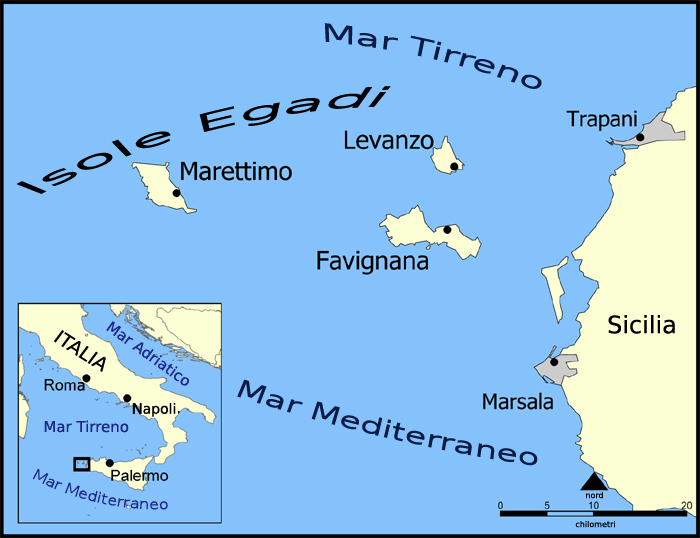
Mapa Wysp Egadzkich

Marettimo (w języku sycylijskim: Marrètimu) – wyspa w archipelagu Egadów, położona na Morzu Śródziemnym, na zachód od północno-zachodniego wybrzeża Sycylii.
Marettimo (w starożytności nazywana Hierà Nésos) jest drugą co do wielkości wyspą archipelagu o powierzchni 10,4 km², odległą o około godzinę drogi morskiej od miasta Trapani na Sycylii. Najwyższym szczytem wyspy (i całego archipelagu) jest Monte Falcone, o wysokości 686 m n.p.m. Na Marettimo znajduje się miejscowość o tej samej nazwie, wchodząca w skład gminy Favignana w prowincji Trapani.
W okolicy wyspy miała miejsce bitwa morska podczas pierwszej wojny punickiej, pomiędzy flotami rzymską a kartagińską, zakończona zwycięstwem Rzymian.
Obecnie mieszkańcy wyspy trudnią się głównie połowem ryb, tradycyjnym rzemiosłem oraz obsługą ruchu turystycznego.